# Dicrania martinezi
Dicrania martinezi är en skalbaggsart som beskrevs av Frey 1972. Dicrania martinezi ingår i släktet Dicrania och familjen Melolonthidae. Inga underarter finns listade i Catalogue of Life.